# ロビーカー
ロビーカー（ラウンジカー、「ビュッフェ・ラウンジ」、「ビュッフェ・カー」、「クラブ・カー」などとも）は客車の一種であり、乗客が飲食物を購入できるスペースである。これらの車両は大きな窓ガラスや快適な座席を備え、通常の客席と異なるリラックスできる空間を有している。

## アメリカ合衆国の場合

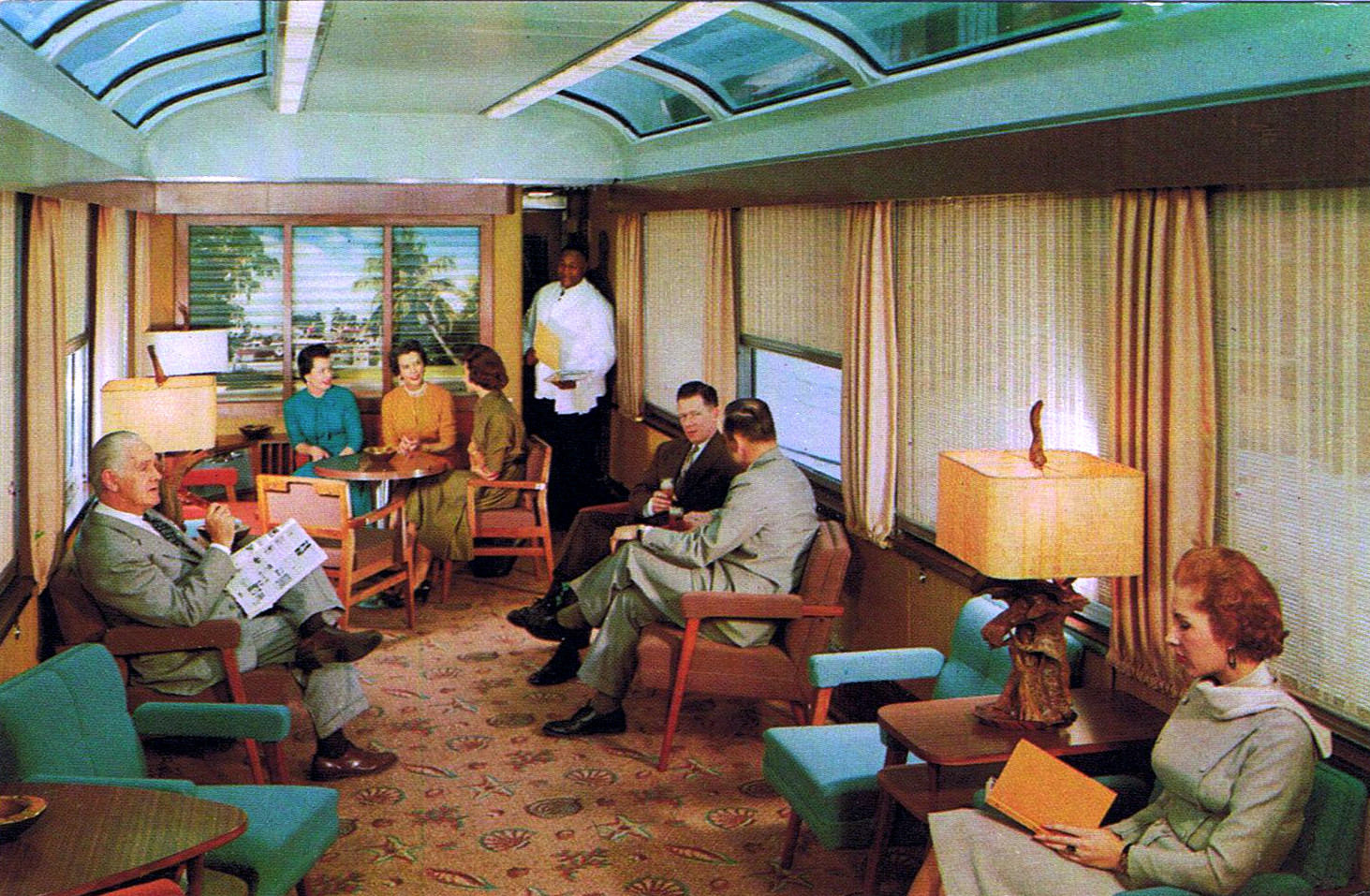
1960年代の「サン・ラウンジ」の車内

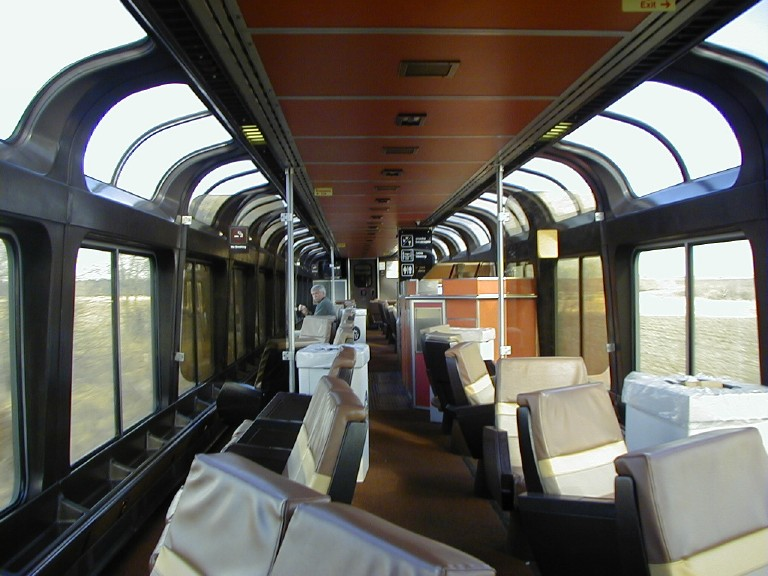
現代の米国の長距離列車で広く用いられるスーパーライナーのラウンジカーの車内

アメリカ合衆国の鉄道では、この手の車輌のことを一般的に「ラウンジカー」(Lounge car)と呼称する。初期のラウンジカー（および特に「ネームド・トレイン」と呼ばれた列車名つきの名列車たち）においては、小さなキッチンを備え、限定メニューを提供していた。このスタイルは2018年に寝台利用者専用ラウンジカーの「パシフィック・パーラーカー」が引退するまで、アムトラックの「コースト・スターライト」号でも継続されていた。
これらの車輌はプルマン社によって運営されることが多かったが、場合によってはアッチソン・トピカ・アンド・サンタフェ鉄道のフレッド・ハーヴィ・カンパニーのように専用の運営会社によるところもあった。
プルマン社の営業するラウンジカーは寝台利用者専用であったが、鉄道会社が運営するものは一等車の旅客同様に普通座席車の旅客も利用できた。「ビュッフェ・ラウンジカー」はフルサービスを提供する食堂車が連結されない列車でしばしば用いられた。現在もニューヨークとマイアミを結ぶ列車の一つであるアムトラックのシルバー・スター号がこのスタイルをとっている。
「ビュッフェ・ラウンジカー」と呼ばれるには飲料と食品の両方が提供される車輌であることが条件になっている。これらの車輌では簡単な食事が提供される。

## イギリスの場合
イギリスの鉄道では、プルマン社にちなんで豪華なラウンジカーのことを「プルマンカー」と呼ぶ。

## 日本国有鉄道・JRの場合
ロビーカーとは、主に日本国有鉄道およびJR各社が所有する夜行列車・寝台列車やジョイフルトレイン・観光列車などへ主に乗客に供される目的で連結し、乗車定員分の運賃・料金を収受しない車両や空間のこと。列車や車両によってサロンカー、ラウンジカーなどとも称される。
用途形式記号は特に規定されておらず、全室この用途に供する場合には普通車扱いとして「ハ」が用いられることが多い。また、車両に標記される定員は0名とされる場合が多い。

### 概要と沿革

#### 前史としての「展望室」・「談話室」
日本の鉄道においては、1910年より東海道・山陽本線で運行された特別急行列車1・2列車（1932年には「富士」の名称が与えられる）の一等展望車の展望室・談話室がそれとなる。しかし、モデルとなったアメリカにおける長距離乗客へのフリースペースを供することから設けられたものであるが、実際には列車編成上一等車利用客のみの利用するサロンに近い扱いであった。なお、この扱いは第二次世界大戦による特別急行列車の運行中止による中断はあるものの戦後の「つばめ」・「はと」の電車化まで続いていた。

#### オシ16形食堂車「サロンカー」
一般の乗客にフリースペースを確保するという点では、1960年代において、夜行列車・寝台列車に連結された寝台車の寝台をセッティングするため一時的に座席から離れる利用者へ避難所的な便を図るために、当時の夜行急行列車に簡易食堂車として10系客車の一車種と位置づける形で設計・製造されたオシ16形が「サロンカー」の名称を使用した。
この車両は、寝台急行列車専用の食堂車として設計・製造したこともあり、食堂として供した物として飲料・軽食中心のメニューであったことや、食堂車の調理設備として電子レンジを採用した点で画期的とされる。しかし、食堂車という「列車の給食設備」の体裁であり、必ずしも冒頭に掲げられた「フリースペースを供する」には当てはめがたいものであった。なお、この食堂車は「ビュッフェ」として扱われた。

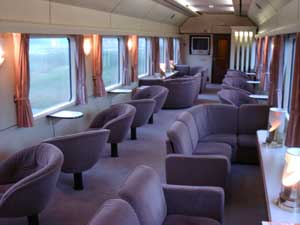
北斗星3・4号（当時）に連結されていたロビーカー内部（オハ25 2006年撮影）

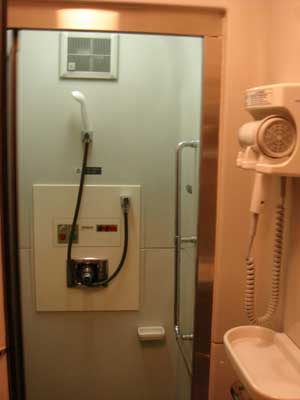
北斗星3・4号（当時）に連結されていたロビーカーに設置されていたシャワー室。（オハ25 2006年撮影）

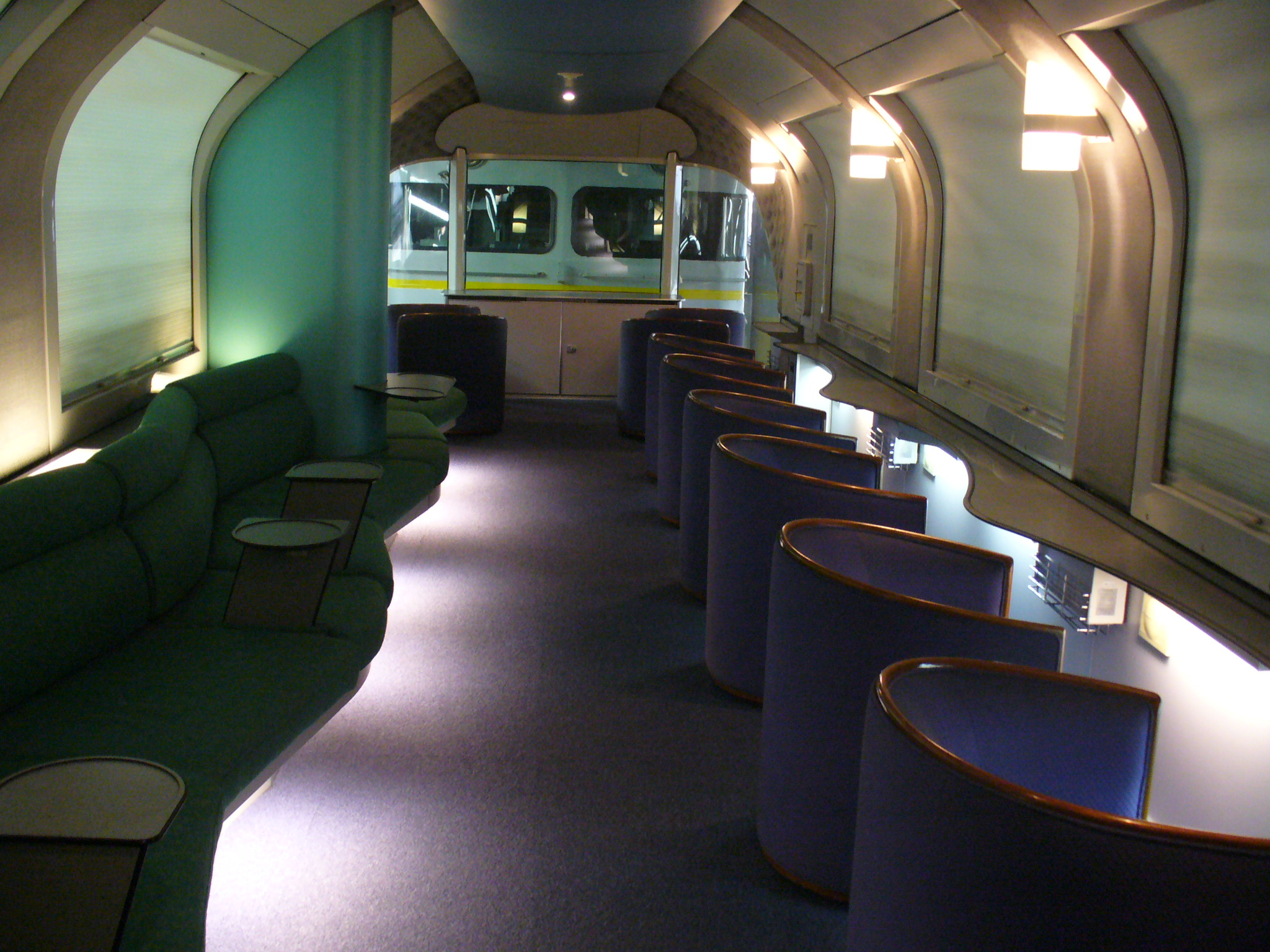
カシオペアのラウンジ（カハフE26形 2007年撮影）

#### フリースペースとしての「ロビーカー」の登場
簡易ながら「列車の給食設備」の体裁を採ったものではなく、冒頭にあげたものの緒としては1985年に（東京対）"九州ブルトレ"「はやぶさ」に連結された24系客車のオハ24形（700番台）が最初とされる。
これは、当時すでに乗客が漸減傾向にあった九州ブルトレ群へのてこ入れの一環として当時の最長距離を運行されていた「はやぶさ」に、他の列車で連結を中止していた食堂車などの余剰車両を活用することで、利用者へのゆとりのある空間を提供したものである。
名称および目的においてホテルのロビー・ラウンジに類するものであるが、ホテルのそれと異なり必ずしも車掌ないしは客室乗務員に近い役割を有する人員が常時詰めていたり、そういった担当人員がいるものではなく、単なる「フリースペース」であった。しかし、食堂車の連結があったものの、先のオシ16形と同様、山陽本線および鹿児島本線では「ヒルネ」とも称される寝台の座席使用が行われることもあり、寝台利用客へ供することが目的であった。そのため、この車両は利用者にはおおむね好評であったとされる。
そのことから、翌1986年には「はやぶさ」と車両を共用使用した日豊本線直通の「富士」に、1987年にJR東日本が運行車両を担当した「あさかぜ1・4号」（当時）に連結を開始する。
ちなみに後者には、翌1988年に運行を予定していた（東京対）青函トンネル・北海道ブルトレへの利用者への反響試験も兼ねて行われたとされ、実際に同社が運行車両を担当した「北斗星5・6号」（当時）にも連結を開始した。

#### 「ロビーカー」の変容と食堂車の「ロビーカー」化
1990年には、当時JR西日本が運行していた「あさかぜ2・3号」・「瀬戸」にスハ25形（300番台）の連結を開始する。
詳細はこちらにあるが、要諦としては、従来編成端に連結していた電源車の代替として車内サービス用の電源収集用の菱形パンタグラフと電源発生装置である静止形インバータ(SIV)を設け、自動販売機や売店・シャワールームを車内に備えた車両として余剰客車から改造した。
なお、「あさかぜ2・3号」・「瀬戸」の両列車は連結を開始する1989年時点までは開放式B寝台車のみの編成であったことから、乗客へのフリースペースの提供だけでなく、乗客の給食サービスの補完を行う車両と位置づけられる地位にあるといえた。
この流れの中で、1999年には「カシオペア」用として新規に製造されたJR東日本E26系客車には展望式のハイデッキ"ラウンジカー"「カハフE26形」が設けられた。こちらは、電源車としてはディーゼル発電機を用いて車内サービス用の電源供給を行っている。
またこれとともに、1993年に東京駅発着のブルトレ群に連結されていた食堂車の営業終了に伴い、給食設備としての役割を終えた食堂車を「フリースペース（車両）」と称して使用することもあった。この事例としては1999年まで連結していた「さくら」と2006年まで運行された山陰客車寝台特急「出雲」がこの体裁を採っていた。

#### 「ロビーカー」連結の終了
だが、最初に登場した東京対九州ブルトレ系統では、1990年代後半以降運行する列車そのものが廃止され、運行する本数自体が減少。当初は、利用者の減少と車両の老朽化に対応するため、単純に列車編成の短縮と列車本数・系統の統合を行った。
しかし、それだけでは間に合わず、2005年には「はやぶさ」と「富士」の併結運転を実施するようになった。この際に東京駅 - 門司駅間を1列車として同一の編成を2編成連結する運用を行うダイヤを組んだことや、最低限の需要を満たすために使用車種を変更。寝台車のみで組成されることとなり、同年で連結を終了した。
また「北斗星」も2008年3月15日をもって1往復となり、客車の持分もJR東日本・北海道旅客鉄道（JR北海道）が1編成を折半する形に改めた。この際、ロビーカーの扱いも「ミニロビー」を設置していたJR北海道所有車両を用いることとなり、単独でのロビーカー連結を終了した。その後、「北斗星」が2015年に臨時列車に変更となり、車両もJR東日本所有車両に統一されたため、単独でのロビーカー連結を再開した後、同年8月23日の運行をもって営業を終了した。

#### フリースペースとしての「ミニロビー」など

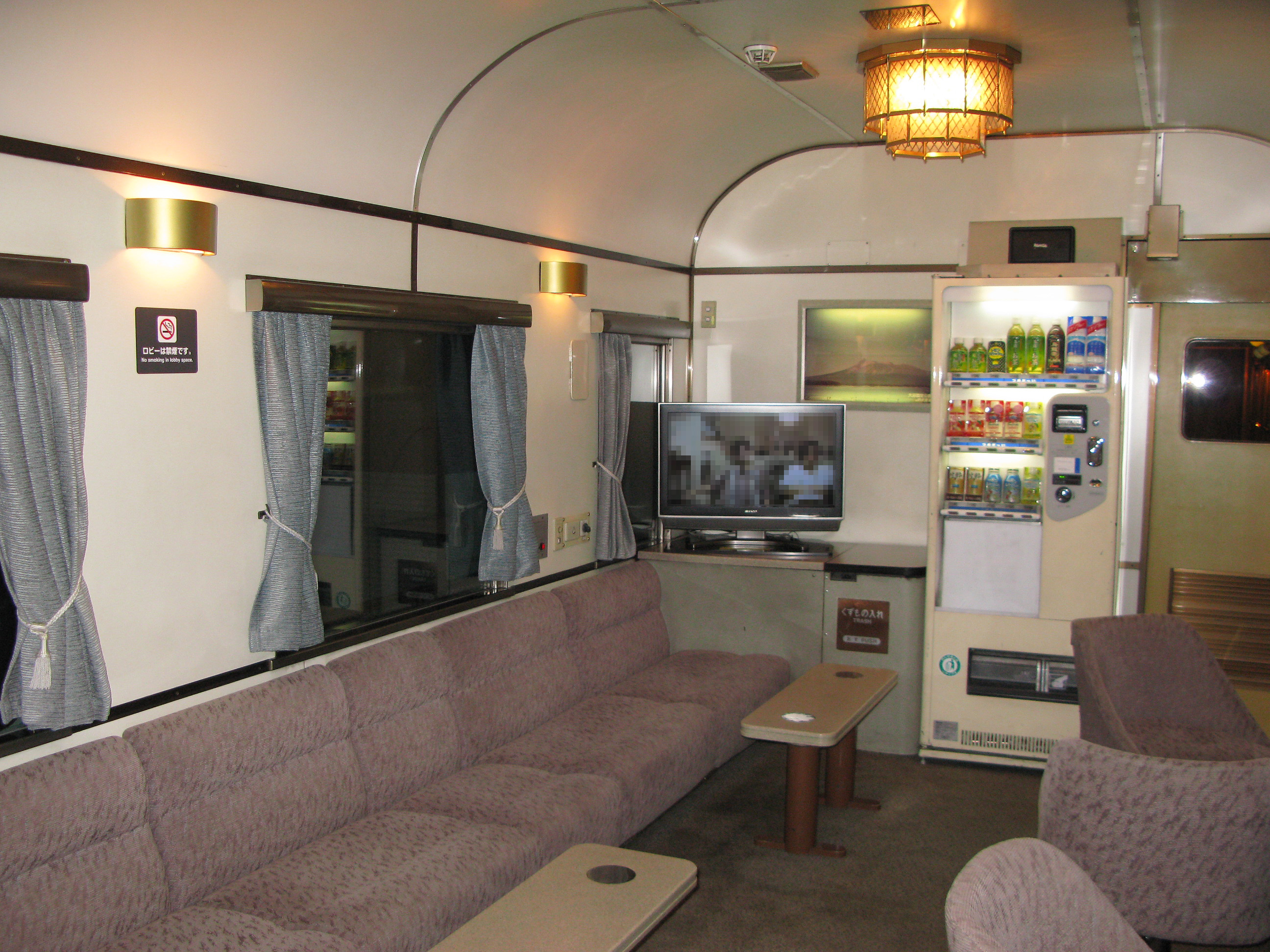
北斗星に連結されていたミニロビー内部（スハネ25 2010年撮影。現在は引退）

単なるフリースペースとして座席の改修や寝台車の個室寝台への改造に際して車両の一部をこの空間に充てるケースもあり、これを「ミニロビー」と称する場合もある。昼行列車でもこうしたケースは多く、完全禁煙化に伴ってこれまで喫煙スペースとして使われていた場所を禁煙のフリースペースに変更した車両もある。
変わり種としては磐越西線で運行されていた「ビバあいづ」で会津地方の地域観光情報などを展示した「インビテーションカー」を連結していたケースが存在した。
ジョイフルトレインの場合は団体専用列車としての運用が主であることから、展望車に準じた列車後方や中間側面からの眺望を求めるための車両・団体でのパーティーなどで使用するスペースとして通信カラオケ機材などを設けているものも少なくない。

#### こども室・こどもサロン
なお、一部には幼児向けのおもちゃをおいたり遊具を設置した車両が設けられることもあり、通例1両の1/3 - 2/3程度のスペースがあてがわれる。
代表的な例として、四国旅客鉄道が自社保有のキハ185系気動車・2000系気動車の一部の車両に『アンパンマン』のキャラクターを描いた車両を走行させている「アンパンマン列車」がある。しかし、これは作者のやなせたかしが同社の運行地域にあたる高知県出身であり、観光列車としての側面が強い。同種の例としては、北海道旅客鉄道が『ドラえもん』を使用して観光資源としている青函トンネルで運行されていた「ドラえもん海底列車」も挙げられる。
純粋な「子ども室」としては東日本旅客鉄道が所有する「スーパービュー踊り子」に使用していた251系電車の東京方先頭車両に設けていた。これは、伊豆急下田方先頭車両と同一設計の2階建車両であるが、座席の設定が前者が"家族向けの普通座席"とし、後者を"グリーン席"とした上で1階スペースをグリーン席専用の「サロン室」とした関係であろうが、いずれにせよフリースペースという側面では同じである。
この例では、西日本旅客鉄道が0系新幹線車両の余剰ビュッフェ車のビュッフェ部分を改修し「こどもサロン」として新大阪駅 - 博多駅の間で1995年 - 2003年の夏休み期間など列車が混雑する時期に運行した。
また、九州旅客鉄道は2004年現在「ゆふDX」に使用しているキハ183系気動車に「オランダ村特急」時代の1989年に増備された中間車両にこのスペースを設け、1992年の「ゆふいんの森」転用まで使用した。また、先の挙げたJR四国の「アンパンマン列車」にも同様な設備が備えられた車両がある。